# Johanna Jönsson
Johanna Jönsson, född 25 januari 1988, är en svensk före detta fotbollsspelare (mittfältare/högerback).
Jönssons moderklubb är Wä IF. Hon representerade på klubbnivå även Kristianstads DFF, och spelade flera landskamper i Sveriges olika ungdomslandslag. Hon sågs som mycket lovande, men till säsongen 2009 hade hon tappat motivationen att spela fotboll och slutade, bara 21 år gammal.

## Meriter
- 3 U21-landskamper
- 5 U19-landskamper
- 5 U18-landskamper